# ФК Раднички 1923
Фудбалски клуб Раднички 1923 је српски фудбалски клуб из Крагујевца. Тренутно се такмичи у Суперлиги Србије.
Клуб је основан 1923. године под именом Млади Радник. Шест година касније добија назив Раднички. У сезони 2009/10. након фузије са Шумадијом мења име у Шумадија Раднички. После једне сезоне добија садашњи назив — Раднички 1923.
Највећи успеси Радничког су наступи и такмичење у Првој лиги. Први и једини пут у периоду између два светска рата у Првој лиги Краљевине Југославије играли су 1936. године. Након Другог светског рата први пут су заиграли у Првој лиги 1969. године након баража са Црвенком и Сутјеском. Најбољи резултат клуба је 5. место у Суперлиги Србије у сезонама 2023/24. и 2024/25.
Своје утакмице од 1957. године играју на стадиону Чика Дача капацитета 15.000 места.

## Историја

### Настанак
Месни одбор независних радничких синдиката у Крагујевцу донео је 1923. године одлуку о формирању радничког спортског клуба. Иницијатива је потекла од месне организације Савеза радничке омладине независних синдиката. Оснивање клуба помогао је београдски Раднички. Чланови управе београдског Радничког су делегате крагујевачког клуба упознали са правилима и свим потребним условима и процедурама за званично оснивање клуба. Делегацију је предводио Светозар Стојановић, обућарски радник.
Оснивачка скупштина клуба одржана је 1923. године у кафани Парк, ондашњем седишту Радничке кооперативе. Клубу је дато име Млади радник. На скупштини су усвојена Правила и изабрана Управа клуба. Прву управу клуба чинили су: Александар Ратковић, виши грађевински техничар (председник), Јован Илић, обућарски радник (потпредседник), Милан Радовановић, браварски радник (секретар), Милан Протић, грађевински радник, Раде Петровић, графички радник, Душан Забадлија, фотографски радник, Драгољуб Симић и Милорад Влајић, обућарски радници (чланови управе), Димитрије Николић, кројачки радник, Милош Илић и Димитрије Ђорђевић, обућарски радници (чланови надзорног одбора). Трговац и кафеџија Благоје Радојевић дао је 300 динара за израду плана плаца и куће за оснивање Спортског клуба Млади радник.
Године 1925, Млади Радник је примљен у чланство Београдског лоптачког савеза. Млади Радник је своје прве јавне утакмице играо са крагујевачким клубовима Шумадијом и 
Славијом. Са много искуснијом Шумадијом доживљавао је високе поразе, док му је Славија била равноправан ривал и баш у сусрету са њом славио је своју прву победу. Прве утакмице у Крагујевцу са клубовима из друих градова било је са београдским клубовима Радничким и Графичаром.
Као клуб који је створила радничка класа, Раднички је уживао огромну популарност у великом броју градова. Посебан однос имали су са Младим радником из Пожаревца. Крагујевачки клуб често је често финансијски помагао Пожаревљане. Пожаревљани су то јако ценили па су на једном гостовању у њиховом граду, Крагујевчане срдачно дочекали и засули их цвећем на железничкој станици. Срдачан дочек имали су и у Ужицу, Лесковцу, Чачку, Нишу и Сарајеву.

### Промена имена
За време Шестојануарске диктатуре 1929. године, све крагујевачке радничке организације претрпеле су озбиљан удар. На основу Закона о заштити јавне безбедности и поретка у држави од 6. јануара 1929. године, руководство клуба је било дужно да полицијском чиновнику без изговора преда сву архиву, готов новац и папире од вредности, печат организације, правилнике, статуте и прогласе. Домар зграде Драги Недељковић и првотимац Младог радника Милан Адамовић чинили су последње покушаје у намери да сачувају клупску архиву. Они су издвојили и сакрили записнике, спискове и осталу важну документацију, испремештали су преостале папире и преврнули столице и клупе, како би се стекао утисак да је полиција већ била на лицу места и да је извршила преметачину. Они су то учинили врло уверљиво, тако да је полицијски писар, који је недуго затим упао у клупске прострије у друштву двојице жандара, заиста поверовали да су жандари већ били у просторије клуба.
Након увођења Шестојануарске диктатуре, Млади радник се суочио са до тада невиђеним притисцима. Клуб је био под константном присмотром полиције и чекао се само један погрешан корак, па да буде и званично забрањен. Руководство клуба је након детаљне анализе свих околности, донело одлуку о промени имена клуба. Био је то у исто време  вешт потез, којим се избегла готово извесна забрана деловања клуба. Клуб је од јесени 1929. године добио нови назив Крагујевачки спорт клуб Раднички. После више безнадежних покушаја да се спречи забрана рада клуба, јемством десеторице потписника, који су гарантовали кривично и својим имовином да се клуб искључиво бавио спортом, полицијске власти су дозволиле клубу да настави са својим активностима.
За председника клуба изабран је кројачки радник Драгомир Недељковић, за секретара именован је металостругар Милан Адамовић, док је функција благајника и економа додељена фризеру Милану Стефановићу. У Управни одбор су кооптирани још и адвокатски приправник Миодраг Влајић – Шука и обућарски радник Драгољуб Алемпијевић, док су Живота Урошевић, такође обућарски радник, и металостругар Љубиша Лазић именовани за чланове Надзорног одбора. Први пут је уведена и функција вође фудбалске секције, која је поверена Миодрагу Влајићу – Шуки.
Правилима клуба знатно је проширена његова дотадашња делатност. Поред фудбала клуб је почео да се бави и културно-просветном активношћу. Рад клуба стално је био под присмотром државних органа која је пратила сваку његову активност. Место за за окупљање фудбалера и руководства „Радничког“ постала је кафана „Москвa“.

### Изградња првог стадиона и пласман у Прву лигу Краљевине Југославије
У близини данашње железничке станице је 1935. године уз велику помоћ симпатизера и добровољног рада саграђен први стадион. Посебно се у изградњи стадиона истакао Казимир Вељковић. Стадион је поседовао једну покривену трибину за око 1.000 гледалаца, са свлачионицама, што га је тих година чинило најлепшим фудбалским игралиштем у унутрашњости државе. Прву утакмицу на новом игралишту Раднички је одиграо 18. августа 1935. године против локалног ривала екипе Славије. Утакмица је завршена победом Радничког 1 : 0, а први погодак је постигао Јеремија Николић.
Раднички је први и једини пут заиграо у Првој лиги Краљевине Југославије 1936. године. У тој сезони играо се куп систем такмичења, а лига је бројала 14 клубова. Раднички се у осмини финала састао са браниоцем титуле, чувеним БСК-ом  и поражен је у оба мече, укупним резултатом 1 : 6 (1 : 2, 1 : 4).
За време Другог светског рата, велики број играча и функционера Радничког је страдао у масовном стрељању у Крагујевцу 20. и 21. октобра 1941. године и концентрационим логорима.

### Пласман у Прву савезну лигу Југославије
Изостанак дугорочне стратегије развоја клуба и хронична беспарица утицали су на то да Раднички током педесетих и у првој половини шездесетих година игра трећу и регионалне лиге. Први градски стадион је изграђен и свечано отворен 6. јуна 1957. године, дефилеом спортиста СД Раднички, фудбалера Партизана и атлетичара Црвене звезде. Сусрет фудбалера Партизана и Радничког завршен је резултатом 2 : 2.
Крајем шездесетих година се појављује једна изузетно талентована генерација фудбалера из сопственог омладинског погона Радничког. Тада креће успон клуба. Година 1969. остаће упамћена у аналима крагујевачког фудбала као година када је Раднички по први пут у својој историји ушао у Прву савезну лигу Југославије. У другој лиги Исток, Раднички је заузео прво место са 40 освојених бодова и пласирао се у бараж. Два бода више је имао од Трепче, а четири од Слободе и Приштине.
У полуфиналу баража Раднички је био бољи од Сутјеске. У Никшићу је било 2 : 2, а у Крагујевцу је Раднички славио са 2 : 1. У финалу Раднички је као домаћин пред 30.000 људи победио Црвенку са 3 : 0, а да би као гост био поражен са 0 : 1. Тако се укупним резултатом 3 : 1 први пут пласирао у Прву савезну лигу Југославије.
Навијаче је испред зграде суда у Крагујевцу дочекало 15.000 људи, а весеље је потрајало до раних јутарњих сати.

### Долазак Пелеа у Крагујевац
У првој утакмици у Првој лиги Раднички је у Крагујевцу дочекао сплитски Хајдук. Гости су победили са 1 : 3, а утакмицу је пред препуним трибинама обележио један инцидент када је помоћни судија пред крај меча погођен флашом у главу. Прву победу и једну од својих највећих победа Раднички је извојевао у 3. колу, 7. септембра 1969. године на стадиону ЈНА када је побеђен Партизан са убедљивих 4 : 1. На тој утакмици били су присутни фудбалери бразилског Сантоса који су требали да играју са Партизаном. Након сјајне утакмице, изразили су жељу да играју са Радничким.
Утакмица са Сантосом  је одиграна 15. септембра 1969. године у Крагујевцу. Према писању тадашњих медија на стадиону је било 6.000 гледалаца, док је процена играча Радничког, Слободана Пауновског да се на трибинама нашло око 12.000 навијача. Разлог за слабију посету било је то што је падала киша, а и једна утакмица је први пут преношена из Шумадије на телевизији. Голеаду је средином првог полувремена отворио нападач Еду, који је тада важио за Пелеовог наследника. Убрзо је Раднички изједначио поготком Владете Николића. На полувреме је бразилским тим отишао са голом предности, а поново је стрелац био Еду. До хет-трика бразилски офанзивац дошао је почетком другог полувремена. На 2 : 3 је смањио Сава Пауновић. До изједначења, а потом и вођства у последњим минутима утакмице, Крагујевчане је довео Слободан Пауновски који је ушао у другом полувремену. Већ у наредном нападу Пеле је узео лопту са центра, постигао гол и поставио коначан резултат 4 : 4.
Утакмица је искоришћена и у маркетинсшке сврхе. Бразилци су у Крагујевац из Београда стигли аутомобилима марке Застава 1300, популарним тристаћима и одсели су у хотелу „Крагујевац”. Играчи Радничког нису имали прилике да се друже са играчима Сантоса пре и после утакмице, специјални протокол предвиђао је обилазак Крагујевца и фабрике Застава. Посетили су и Спомен-парк Крагујевачки октобар у знак сећања на стрељање недужних цивила.

### Европске утакмице
Прву сезону у Првој лиги Раднички завршава на 15. месту и успева да сачува прволигашки статус. Раднички је освојио 27 бода, бод више од седамнаестопласираног Вардара који је испао у нижи ранг. По посећености стадиона, Раднички је био на другом месту са просеком од 10.850 гледалаца по мечу. Наредне сезоне иако је Раднички био водећи тим Прве лиге после седам одиграних кола ипак се борио за опстанак и заузео 16. место.
Уласком у Прву лигу Раднички по први пут излази на међународну сцену и представља Југославију у Средњоевропском купу. Прву утакмицу одиграо је 19. новембра 1969. године и добио Локомотиву из Кошица резултатом 2 : 0 док је у реваншу претрпео минималан пораз од 1 : 0, и тако се пласирао у други круг. У другом кругу 25. марта 1970. године угошћен је славни будимпештански Хонвед, и савладан са 2 : 1. Стрелци за Раднички били су Драгољуб Живковић из пенала и Радован Костић. Реванш је игран 1. априла, и Раднички је елиминисан из даљег такмичења пошто је поражен са 4:0.
Следеће сезоне Раднички је поново играо у Средњоевропском купу. У првој утакмици у Крагујевцу је савладао италијански Ланероси са 1 : 0. Једини стрелац на утакмици био је Влада Радивојевић. У реваншу у Виченци, Раднички је поражен са 3:0 после продужетака и тако је завршио такмичење у првој рунди.
У трећој сезони у највишем рангу Раднички је заузео 17. место и испао у Другу лигу. После две сезоне друголигашког статуса, Раднички се у Прву лигу враћа 1974. године на педесетогодишњицу свог постојања. Раднички се наредне две сезоне задржао у прволигашкој конкуренцији. У сезони 1974/75 заузео је 15. место, а следеће сезоне последње 18. место. Од тог момента, Раднички ће пуне двадесет и две године провести у нижим ранговима.

### Србија и Црна Гора
Са распадом СФР Југославије и Раднички тоне све ниже и ниже, па је почетак деведесетих година један од најгорих момената у историји клуба. Године 1994, креће се изнова и уз помоћ навијача, који су својом масовношћу на утакмицама на страни и код куће дванаести играч, улази се у Другу лигу, а затим и у Прву Б лигу након баража са Кикиндом.
Из два бараж меча са Чукаричким, за улазак у Прву лигу, Раднички излази као победник. У Београду је поражен са 1 : 0, а истим резултатом побеђује у Крагујевцу, тако да је у неизвесној пенал завршници испунио свој сан дугачак двадесет и две године. Од 1998. до 2002. године КФК Раднички игра у Првој лиги, а у сезони 2000/01. остварује свој до тада највећи успех - девето место у првенству.

### Спајање са Шумадијом
Због лоших резултата Раднички претрпљује једну од највећих криза: за две године сели се два ранга ниже. Због тешке материјалне ситуације клуб се пред почетак сезоне 2009/10. фузионисао са Шумадијом и променио је име у ФК Шумадија Раднички 1923. Клуб је своје утакмице играо на стадиону Чика Дача у црвеним дресовима, са новим грбом. За тренера је изабран Драган Канатларовски, а за председника Драгољуб Лекић.
Клуб је имао успешну сезону у Српској лиги Запад и освојио прво место са два бода више од шабачке Мачве. Освајањем првог места изборен је пласман у Прву лигу Србије, други ранг такмичења.

### Промена имена у Раднички 1923
На ванредној скупштини клуба пред почетак сезоне 2010/11. име је промењено из ФК Шумадија Раднички 1923 у ФК Раднички 1923 и изабран је нови грб клуба.
У сезони 2010/11. клуб је заузео друго место у Првој лиги Србије и по први пут од сезоне 2001/02. је заиграо у елитном рангу. Раднички је у првој сезони у Суперлиги био близу да обезбеди учешће у Лиги Европе, али је због лоших резултата при крају првенства (без победе у последњих пет кола) са трећег места два кола пре краја пао на шесто на крају сезоне, што је ипак најбољи резултат у клупској историји. У наредне две сезоне 2012/13. и 2013/14. је једва изборио опстанак заузевши 13. место. У сезони 2014/15. Раднички је одиграо једну изузетно лошу сезону заузевши последње место, али су први пут у историји клуба победили Црвену звезду са 2 : 1 и то на стадиону Црвене звезде. Те сезоне је Раднички испао у Прву лигу, а након само једне године још један ранг ниже.
У сезони 2016/17, након само једне године у Српској лиги Запад, освајањем првог места Раднички се пласирао у Прву лигу Србије. У првој сезони освојено је 11. место, а већ у следећој сезони имали су добру сезону, завршили су на 4. месту и изборили бараж за пласман у Суперлигу Србије. У првом колу су се састали са Металцем. Након регуларног дела на Чика Дачи било је 2 : 2, али су након пенала били бољи са 4 : 1 и пласирали се у наредни круг где их је чекала трећепласирана Инђија. Након регуларног дела је било 1:1 и поново су се изводили једанаестерци. Овога пута успешнија је била Инђија и пласирала се на меч са четрнаестопласираном екипом у Суперлиги Србије.
У сезони 2020/21., Раднички је освојио прво место и након шест година пласирао се у Суперлигу Србије. У Суперлиги у сезони 2021/22. су дебитовали победом против Младости у Лучанима, а у другом колу на свом терену победили су Спартак из Суботице са 2 : 0. Раднички је затим упао у кризу резултата и до зимске паузе остварио је још две победе, четири нерешене и чак 15 пораза. У полусезони Раднички су водили тренери Владимир Раденковић и Зоран Милинковић. У зимској паузи је за тренера постављен Ненад Лалатовић, са циљем да покуша да обезбеди опстанак. Са њим Раднички је играо доста боље и са последњег места стигао је до 14. места, које му је гарантовало бараж утакмицу са трећепласираним клубом из Прве лиге Србије. Противник је била екипа Железничара. У првом бараж мечу Железничар је као домаћин играо на стадиону ФК Смедерево, јер њихов стадион у Панчеву није испуњавао услове за највиши ранг. У првој утакмици Раднички је славио са 3 : 1, а у реваншу у Крагујевцу победио је Железничар са 1 : 0, што је ипак било довољно да Раднички обезбеди опстанак у лиги.
За новог тренера на почетку сезоне 2022/23. изабран је Дејан Јоксимовић. Крагујевчани су добро одиграли полусезону и завршили на 8. месту. Већ тада је било јасно да се ове сезоне неће борити за опстанак.  У међувремену су редове крагујевачког тима напустила седморица играча, међу којима и искусни дефанзивци Душан Цветиновић, Александар Варјачић и капитен Немања Томић. Клуб су појачали нигеријски нападач Жофри Чинеду и повратници из иностранства Милан Митровић и Лука Милуновић. После два везана пораза на старту полусезоне, играчи Радничког су пријатно изненадили и одиграли су нерешено 1 : 1 са Партизаном у Београду. Једну од најуспешнијих сезона завршили су пласманом у плеј-оф и освајањем 8. места.

### Највећи успех клуба
После лошег старта сезоне у коме је Раднички у седам утакмица доживео шест пораза, Дејан Јоксимовић је напустио клупу клуба. За новог тренера изабран је Феђа Дудић. Тренер из Босне и Херцеговине је препородио клуб и остварио највеће успехе у историји клуба.
У Купу Србије у шеснаестини финала победили су у гостима БАСК 4:2, а у осмини финала на свом терену Смедерево 5:0. У четвртфиналу су победили 3:1 Нови Пазар пред око 8.000 гледалаца на Чика Дачи и тиме остварили највећи успех у куп такмичењу. У полуфиналу пред више од 10.000 гледалаца Војводина је победила Раднички голом Сеида Кораћа у првом минуту судијске надокнаде.
Раднички је сезону завршио са истим бројем бодова као четвропласирана Војводина, али су били слабије пласирани због регуларног дела сезоне. Крагујевчанима је коло пре краја требала победа у Београду против Партизана да би заузели четврто место и пласирали се у Лигу Европе. Они су били на добром путу да остваре тријумф у Хумској, али су за само седам минута прокоцкали предност од два гола (2:2), тако да су на крају сезону окончали на петој позицији која води у квалификације за Лигу конференције. Тиме се Раднички први пут у својој историји пласирао у европско такмичење (ако се не рачуна Средњоевропски куп у коме је учествовало само седам држава).
Раднички је дебитовао на европској сцени против Морнара из Бара у оквиру другог кола квалификација Лиге конференције. Утакмицу је као домаћин одиграо на Стадиону Дубочице у Лесковцу и победио је 1:0 голом Милана Акелсића у 72. минуту. У реваншу на ДГ арени у Подгорици, Морнар је водио са 2:0 головима нигеријског интернационалца  Криса Одонга у 45. и 83. минуту. У последњим минутима меча, Алексић је смањио на 2:1 и одвео утакмицу у продужетак где није било голова. Приликом извођења једанаестераца Морнар је био бољи и пласирао се у треће коло, док је Раднички завршио такмичење у Европи. Због реконструкције стадиона, Раднички је прву утакмицу као домаћин у новој сезони играо у Лесковцу, а наредних шест на стадиону Металца у Горњем Милановцу. Раднички се на реконструисани стадион Чика Дача вратио у 14. колу. Први пут у историји под рефлекторима, Раднички је пред 10.000 људи савладао Напредак са 1:0, а победоносни гол постигао је Бојан Аџић у 87. минуту.
У Купу Србије, Раднички је заустављен од Новог Пазара у осмини финала резултатом 2:0. Регуларни део првенства су завршили на 4. месту чиме су изборили пласман у плеј-оф. У плеј-офу, Раднички је забележио убедљиву победу над Црвеном звездом резултатом 4:1 и над ТСЦ-ом од 5:2. То су биле пресудне победе за освајање 5. места и другу годину за редом пласман у Лигу конференција. Најефикаснији играчи са 7 голова били су Килијан Бевис и Евандро да Силва, док је Бевис додао и 7 асистенција.
Тренер Феђа Дудић је на почетку сезоне 2025/26 проружио уговор на годину дана. Екипу је напустио голман Марко Милошевић који је прешао у Партизан, а уместо њега доведен је некадашњи репрезентативац Владимир Стојковић. Раднички су још појачали дефанзивци Данило Митровић из Блау Вајса Линца и Никола Марјановић из Текстилца. У првој утакмици другог кола квалификација за Лигу конференције, на стадиону Чика Дача, Раднички је упркос бољој игри ремизирао 0:0 са екипом Клаксвика. У реваншу је поражен на Фарским острвима са 1:0 и као и претходне сезоне већ на старту завршио такмичење у Европи. После елиминације од Класквика, Феђа Дудић је поднео оставку на место тренера Радничког. Нови тренер постао је Александар Луковић, коме је то први клуб у тренерској каријери.

## Име и лого кроз историју
- Раднички у Краљевини Југославији
- Раднички у Социјалистичкој Југославији
- Шумадија Раднички (2009−2010)
- Раднички 1923 (2010−)

## Стадион
Изградња Стадиона Чика Дача је почела 1949. године и трајала је осам година. Раднички је добио свој градски стадион 6. јуна 1957, и отворен је дефилеом спортиста СД Раднички, фудбалера Партизана и атлетичара Црвене звезде. Прву утакмицу на новоизграђеном стадиону Раднички је одиграо са Партизаном пред 30.000 навијача. Утакмица је завршена резултатом 2 : 2.
Највећа посета на стадиону Чика Дача забележена је 24. августа 1969. када ја на утакмици са сплитским Хајдуком било присутно 35.000 гледалаца. Стадион Чика Дача носи то име у знак сећања на Чика Дачу, Данила Стојановића, који је донео прву фудбалску лопту у Шумадију 1903. године.
Реновиран је 2007. године, на трибинама су постављене столице и тренутни капацитет износи 15.100 седећих места, што га сврстава у шести стадион по величини у Србији. У склопу стадиона су и три помоћна фудбалска терена.
Крајем 2012. почело је рушење старих неусловних свлачионица и градња новог објекта свлачионица са управним блоком. Објекат је површине 1.400 m², а у њему ће се налазити свлачионице за играче и судије, простор за антидопинг контролу, омладински погон Радничког, управу клуба и прес центар. Укупна вредност инвестиције је око 100 милиона динара, а средства су обезбедили донатори фудбалског клуба и град Крагујевац.
Нова реконструција стадиона уследила је 2024. године. На трибинама су замењене столице и семафори, завршене су нове ВИП и ТВ ложе и постављени су рефлектори који су најављивани још од 2011. године.
Најављена је изградња новог стадиона који би спадао у спортске објекте Категорије 4, са капацитетом до 19.950 посетилаца.

## Навијачи
Први организован одлазак на једну гостујућу утакмицу десио се 29. јула 1934. године. Тада је 600 навијача Радничког отишло возом у Београд на квалификациону утакмицу за државно првенство БАСК – Раднички. Утакмица је завршена без голова. После Београда, одлазак на гостовања су постала традиција, а навијачи су ишли на гостовања у Загреб, Сарајево, Сплит, Нови Сад, Ниш, Скопље и друге градове.
Навијачи Радничког, познати као „црвени ђаволи”, своје прво организовано окупљање везују за 9. март 1989. године, када се захваљујући групи ентузијаста Ђаволи поново окупљају. Тај дан Ђаволи користе као датум свог оснивања. Име су добили по навијачима Манчестер јунајтеда.
У братству су са Таурунум бојсима, организованом навијачком групом ФК Земун. Збратимљени су са навијачима Земуна од 1988. године. Све је почело када је истакнути члан Таурунум бојса живео и имао породицу у Крагујевцу, а та група је посетила меч баража још када се Раднички из Крагујевца борио за улазак у лигу. Од тада братство постоји, а данас се преноси на млађе генерације. Деведесетих година постојало је пријатељство „црвених ђавола” са „касапима” из Краљева, али је то пријатељство прекинуто због дружења са навијачима Смедерева. Међутим, старији навијачи и даље одржавају контакт.
Навијачи Радничког имају дугогодишње ривалство са Деспотима, навијачима Смедерева. Ривалство потиче из деведесетих година XX века када су ова два клуба играли у Српској лиги Запад.

## Раднички у европским такмичењима
Раднички је до сада два пута играо у европским такмичењима:
| Сезона   | Такмичење         | Коло    | Држава        | Клуб              | Дом. терен | Гос. терен | Укупно           |
| -------- | ----------------- | ------- | ------------- | ----------------- | ---------- | ---------- | ---------------- |
| 1969/70. | Митропа куп       | 1. коло | Чехословачка  | Локомотива Кошице | 2 : 0      | 0 : 1      | 2 : 1            |
| 1969/70. | Митропа куп       | 2. коло | Мађарска      | Хонвед            | 2 : 1      | 0 : 4      | 2 : 5            |
| 1970/71. | Митропа куп       | 1. коло | Италија       | Ланероси          | 1 : 0      | 0 : 3      | 1 : 3            |
| 2024/25. | Лига конференције | 2. коло | Црна Гора     | Морнар            | 1 : 0      | 1 : 2      | 2 : 2 (пен. 3:4) |
| 2025/26. | Лига конференције | 2. коло | Фарска Острва | КИ Клаксвик       | 0 : 0      | 0 : 1      | 0 : 1            |

## Новији резултати
| Сезона   | Ранг | Лига              | Позиција | ИГ | Д  | Н  | П  | ГД | ГП | ГР  | Бод     | Куп                  |
| -------- | ---- | ----------------- | -------- | -- | -- | -- | -- | -- | -- | --- | ------- | -------------------- |
| 2006/07. | 3    | Српска лига Запад | 7.       | 34 | 13 | 11 | 10 | 50 | 42 | +8  | 50      | Није се квалификовао |
| 2007/08. | 3    | Српска лига Запад | 4.       | 30 | 11 | 10 | 9  | 27 | 24 | +3  | 43      | Није се квалификовао |
| 2008/09. | 3    | Српска лига Запад | 8.       | 30 | 12 | 5  | 13 | 38 | 28 | +10 | 41      | Није се квалификовао |
| 2009/10. | 3    | Српска лига Запад | 1.       | 30 | 21 | 6  | 3  | 56 | 19 | +37 | 69      | Није се квалификовао |
| 2010/11. | 2    | Прва лига Србије  | 2.       | 34 | 22 | 8  | 4  | 61 | 22 | +39 | 74      | Није се квалификовао |
| 2011/12. | 1    | Суперлига Србије  | 6.       | 30 | 11 | 14 | 5  | 38 | 27 | +11 | 47      | Осмина финала        |
| 2012/13. | 1    | Суперлига Србије  | 13.      | 30 | 7  | 10 | 13 | 25 | 35 | -10 | 31      | Шеснаестина финала   |
| 2013/14. | 1    | Суперлига Србије  | 13.      | 30 | 7  | 11 | 12 | 30 | 49 | -19 | 32      | Осмина финала        |
| 2014/15. | 1    | Суперлига Србије  | 16.      | 30 | 4  | 7  | 19 | 17 | 42 | -25 | 19      | Осмина финала        |
| 2015/16. | 2    | Прва лига Србије  | 16.      | 30 | 2  | 6  | 22 | 23 | 63 | -40 | 12      | Шеснаестина финала   |
| 2016/17. | 3    | Српска лига Запад | 1.       | 30 | 17 | 11 | 2  | 43 | 21 | +22 | 62      | Претколо             |
| 2017/18. | 2    | Прва лига Србије  | 11.      | 30 | 10 | 6  | 14 | 32 | 39 | -7  | 36      | Није се квалификовао |
| 2018/19. | 2    | Прва лига Србије  | 4.1      | 37 | 16 | 11 | 10 | 42 | 36 | +6  | 35 (59) | Шеснаестина финала   |
| 2019/20. | 2    | Прва лига Србије  | 8.       | 30 | 11 | 9  | 10 | 31 | 26 | +5  | 42      | Шеснаестина финала   |
| 2020/21. | 2    | Прва лига Србије  | 1.       | 34 | 20 | 9  | 5  | 52 | 26 | +26 | 69      | Шеснаестина финала   |
| 2021/22. | 1    | Суперлига Србије  | 14.      | 37 | 9  | 8  | 20 | 34 | 60 | -26 | 35      | Шеснаестина финала   |
| 2022/23. | 1    | Суперлига Србије  | 8.       | 37 | 11 | 9  | 17 | 37 | 43 | -6  | 42      | Шеснаестина финала   |
| 2023/24. | 1    | Суперлига Србије  | 5.       | 37 | 19 | 4  | 14 | 64 | 61 | +3  | 61      | Полуфинале           |
| 2024/25. | 1    | Суперлига Србије  | 5.       | 37 | 15 | 8  | 14 | 60 | 53 | -7  | 53      | Осмина финала        |

- 1  Испао у другој рунди баража за пласман у Суперлигу Србије 2019/20.

## Тренутни састав
Од 20. јула 2025.
| Бр. |                     | Позиција | Играч                      |
| --- | ------------------- | -------- | -------------------------- |
| 5   | Србија              | О        | Никола Марјановић          |
| 7   | Србија              | Н        | Матија Глушчевић           |
| 8   | Босна и Херцеговина | О        | Мехмед Ћосић               |
| 9   | Нигерија            | Н        | Стивен Чинеду              |
| 10  | Француска           | Н        | Килијан Бевис              |
| 14  | Србија              | О        | Слободан Симовић (капитен) |
| 15  | Србија              | О        | Милан Митровић             |
| 17  | Португалија         | Н        | Алфа Балде                 |
| 21  | Босна и Херцеговина | С        | Јован Илић                 |
| 22  | Нигерија            | С        | Ибрахим Јусуф Омосања      |
| 23  | Црна Гора           | О        | Бојан Аџић                 |
| 25  | Србија              | О        | Данило Митровић            |
| 27  | Србија              | С        | Милош Ристић               |
| 32  | Србија              | С        | Никола Букумира            |
| 33  | Србија              | О        | Стефан Петкоски Цимбаљевић |
| 37  | Србија              | Г        | Павле Кањевац              |

| Бр. |                    | Позиција | Играч              |
| --- | ------------------ | -------- | ------------------ |
| 44  | Србија             | Н        | Богдан Мирчетић    |
| 45  | Србија             | Г        | Милош Младеновић   |
| 50  | Хрватска           | О        | Томислав Дадић     |
| 51  | Србија             | С        | Никола Скробоња    |
| 77  | Луксембург         | Н        | Иса Ба             |
| 80  | Северна Македонија | С        | Лука Станковски    |
| 81  | Србија             | Г        | Лука Лијескић      |
| 88  | Србија             | Г        | Владимир Стојковић |
| 90  | Србија             | Н        | Милан Видаков      |
| 99  | Тунис              | Н        | Луај Бен Хасин     |

## На позајмици
| Бр. |        | Позиција | Играч                         |
| --- | ------ | -------- | ----------------------------- |
| 2   | Србија | О        | Александар Поповић (Графичар) |
|     | Србија | О        | Владимир Томовић (Металац)    |

| Бр. |        | Позиција | Играч                      |
| --- | ------ | -------- | -------------------------- |
|     | Србија | С        | Лука Милојевић (ОФК Вршац) |

### Повучени бројеви
12 – Црвени ђаволи 1989 На седници управног одбора тадашњег КФК Радничког, број 12 је у фебруару 2008. године повучен из употребе у част навијачима клуба.

## Некадашњи играчи
| - Сава Пауновић - Никодије Татовић - Александар Стојановић - Миленко Радивојевић - Милија Илић - Слободан Маке Пауновски - Предраг Спасић - Ивица Краљ - Предраг Ђорђевић - Данко Лазовић - Ђорђе Ракић - Огњен Короман - Зоран Радосављевић - Будимир Ђукић - Велимир Ивановић - Драган Спасић - Милан Милановић - Нешко Миловановић - Саша Стаменковић - Србољуб Кривокућа - Акваси Одуро - Едерсон Алвес - Владимир Божовић - Александар Маџар | - Абеле Океке Оњебучи - Јоан Разван Кирица - Живко Арсић - Винко Беговић - Иван Чабриновић - Ђорђе Герум - Светозар Гођевац - Жарко Оларевић - Влада Радивојевић - Драган Симић - Владета Жабарац - Ненад Лалатовић - Саша Стевановић - Радован Радаковић - Станимир Милошковић - Зоран Ристић - Бојан Малишић - Филип Костић - Дарко Спалевић - Немања Томић - Момчило Стојановић - Ненад Ерић - Љубо Ненадић - Владимир Оташевић | - Милош Тинтор - Драган Чадиковски - Марко Симић - Синиша Јањић - Огњен Чанчаревић - Марко Мирић - Владимир Бубања - Иван Петровић - Филип Кнежевић - Душан Петронијевић - Дарко Фејса - Петар Ђуричковић - Иван Пејчић - Стефан Недовић - Жарко Трифуновић - Иван Живановић - Жељко Гољовић - Душан Стевић - Ненад Бероња - Godwin Osei Bonsu - An Il-Bom - Ri Kwang-il |

## Тренери
| - Флоријан Матекало (1967—1968) - Буца Маровић (?) - Душан Ненковић (?) - Александар Вукотић (?) - Србољуб Кривокућа (1981—1983) - Иван Чанчаревић (200?—2007) - Бахрија Хаџић (2007) - Славко Војичић (2008) - Слободан Сташевић (2008) - Драган Канатларовски (2009) - Владо Чапљић (јул 2010 — јун 2011) | - Славенко Кузељевић (јул 2011 — октобар 2012) - Дејан Ђурђевић (октобар 2012 — новембар 2019) - Дарко Милисављевић (новембар 2019 — aвгуст 2020) - Александар Линта (aвгуст 2020 — aприл 2021) - Дејан Јоксимовић (aприл 2021 — jун 2021) - Владимир Раденковић (jун 2021 — новембар 2021) - Зоран Милинковић (новембар 2021 — фебруар 2022) - Ненад Лалатовић (фебруар 2022 — јун 2022) - Дејан Јоксимовић (јун 2022 — септембар 2023) - Феђа Дудић (септембар 2023 — август 2025) - Александар Луковић (август 2025 — ) |

## Дресови и опрема
| Период     | Произвођач опреме | Главни спонзор |
| ---------- | ----------------- | -------------- |
| 1996—1999. | Реуш              | Нема           |
| 1999—2003. |                   | Нема           |
| 2008—2009. | Најки             | Нема           |
| 2009—2010. | Јако              | Нема           |
| 2010—2013. | Јома              | Нема           |
| 2013—2017. | Јако              | Нема           |
| 2017—2020. |                   | Нема           |
| 2020—данас | Јако              | Моцарт         |